# AMM (gruppo musicale)
Gli AMM sono un gruppo musicale britannico, fondato nel 1965.
Considerata un'importante formazione di jazz improvvisato e d'avanguardia, gli AMM ispirarono i "bordoni ipnotici" di numerose formazioni inglesi di musica psichedelica, quali i primi Pink Floyd e i Velvet Underground di White Light/White Heat. Il nome del gruppo è un acronimo il cui significato non è mai stato rivelato dai suoi componenti.

## Storia
Fondati nel 1965 e originalmente composti dal chitarrista Keith Rowe, dal sassofonista Lou Gare, dal batterista Eddie Prévost, e dal bassista Lawrence Sheaff, gli AMM videro più tardi l'ingresso del compositore Cornelius Cardew e Cristopher Hobbs che rimpiazzò Sheaff dopo la pubblicazione dell'esordio AMMMusic del 1966. Nel 1972 il gruppo si sciolse momentaneamente quando Cardew abbandonò la formazione e, durante la metà del decennio, Prévost e Gare si riunirono a nome AMM II pubblicando solamente l'album To Hear and Back Again. Rimasti più tardi un duo composto da Rowe e Prévost, gli AMM videro entrare John Tilbury con cui mantennero l'assetto di un trio fino al 2009, anno in cui Rowe abbandonò la formazione.

## Stile musicale
Fra i primi a fondere musica jazz ad avanguardia "post seriale" e "post Darmstadt", gli AMM hanno realizzato uno stile ritenuto di difficilissima categorizzazione. Adottando una strumentazione rock e jazz, la formazione è autrice di una musica spesso dissonante e improvvisata dove "ciascun musicista rappresenterebbe un'attività autonoma che si sovrappone alle altre generando una struttura cumulativa." Nella loro musica sono inoltre adottati segnali radio manipolati da Rowe.

## Discografia
- 1967 - AMMMusic
- 1970 - Live Electronic Music Improvised  -  (con i Musica Elettronica Viva)
- 1972 - At the Roundhouse (EP)
- 1978 - To Hear and Back Again
- 1980 - It Had Been an Ordinary Enough Day In Pueblo, Colorado
- 1981 - The Crypt - 12th June 1968
- 1983 - Generative Themes
- 1987 - The Inexhaustible Document
- 1988 - Irma - 1988 (con Tom Phillips)
- 1990 - Combine and Laminates
- 1991 - The Nameless Uncarved Block
- 1993 - Newfoundland
- 1996 - From a Strange Place
- 1996 - Laminal
- 1996 - Live in Allentown USA (live)
- 1997 - Before Driving to the Chapel We Took Coffee With Rick And Jennifer Reed
- 1999 - Split Series #4 (split EP) (con Merzbow)
- 2001 - Tunes Without Measure Or End
- 2001 - Fine
- 2003 - AMM - Formanex - AMM - Formanex
- 2005 - Norwich
- 2005 - Apogee (con i Musica Elettronica Viva)
- 2008 - Trinity (con John Butcher)
- 2010 - Uncovered Correspondence - A Postcard From Jasło
- 2010 - Sounding Music
- 2012 - Two London Concerts (live)